# Enhanced Compression Wavelet
ECW (Enhanced Compression Wavelet) — несвободный формат файлов растровых изображений, оптимизированный для хранения аэрофотоснимков и космических снимков. Формат разработан основателем австралийской компании Earth Resource Mapping, Inc. Стюартом Никсоном и двумя программистами Саймоном Коупом и Марком Шериданом в 1998 году. На июнь 2016 года права принадлежат Intergraph. Формат эффективно сжимает сверхбольшие изображения с высоким динамическим контрастом. За счет эффективного использования памяти данный формат широко распространен в разработке Web-серверов для хранения и представления данных аэрокосмических съёмок. Используется в компаниях и государственных структурах, таких как Google maps, Национальное управление военно-космической разведки США, Военно-воздушные силы США.

## Свойства
Формат ECW позволяет хранить данные о системе координат изображения местности (картографическую проекцию и пр.) непосредственно в самом файле изображения.
Графические данные могут сжиматься со скоростью 1,5 МБ/с процессором с частотой 1 ГГц. Процесс сжатия данных не требует использования большого объёма оперативной памяти для больших изображений. Данный формат файла позволяет получить степень сжатия от 1:10 до 1:100. Формат позволяет извлекать участки изображения без необходимости буферизации и распаковки всего изображения.
Существует бесплатная библиотека программ для сжатия в формате ECW изображений объёмом до 500 МБ.
Исходный код доступен только для ознакомления.
Для других применений пользователям требуется выплатить вознаграждение, если объём данных превышает 500 МБ.
Большинство стандартных в индустрии геоинформатики программных продуктов поддерживают формат ECW (например, семейство продуктов GeoMedia корпорации Intergraph).